# José Antonio Zarzalejos
José Antonio Zarzalejos Nieto (Bilbao, 1954) es un periodista y escritor español.

## Biografía
Nació en Bilbao en 1954, segundo de cinco hermanos, hijo de José Antonio Zarzalejos Altares, gobernador civil de Vizcaya y fiscal del Tribunal Supremo, y hermano de Francisco Javier Zarzalejos y de la periodista Charo Zarzalejos.
Licenciado en derecho por la Universidad de Deusto, entre 1979 y 1989 compaginó esta profesión con el periodismo, tras aprobar las oposiciones a Letrado de la Diputación Foral de Vizcaya colaborando en medios periodísticos como La Gaceta del Norte.
En 1989 ingresa en la plantilla del diario El Correo de Bilbao y un año después se convierte en director adjunto. En 1993 es nombrado presidente del Consejo Editorial de su grupo y director del periódico, amenazado reiteradamente por la banda terrorista ETA, que intentó atentar contra él en 1994 y 1997, dejó el País Vasco para instalarse en la capital de España. En enero de 1998 accede al puesto de director editorial del Grupo Correo. 
El 10 de septiembre de 1999 fue nombrado director del diario ABC. En 2004 abandona el puesto para ejercer como secretario general del grupo Vocento, labor que compaginaba con colaboraciones en el programa Protagonistas de Punto Radio.
En diciembre de 2005 volvió a ponerse al frente de ABC. Muy pronto empezó a sufrir una campaña de desprestigio de Federico Jiménez Losantos, entonces en la Cadena COPE, que motivó que el locutor fuera condenado por el Tribunal Supremo. Zarzalejos fue cesado de su cargo el 6 de febrero de 2008 en gran parte, según su versión, por presiones de Esperanza Aguirre. Ángel Expósito le sucedió en el puesto.
En mayo de 2008 se incorporó a la Consultoría de Comunicación Llorente & Cuenca como vicepresidente ejecutivo, con la misión principal de prestar asesoramiento estratégico a los clientes de la firma en el área de Corporate Affairs. Diez meses después, en marzo de 2009, asumió la posición de director general de Llorente & Cuenca en España. En la Net se ha escrito que abandona la Dirección General de la mencionada Compañía en octubre de 2009.
Desde 2009 es colaborador del diario digital El Confidencial, donde escribe dos columnas a la semana, y de El Periódico de Catalunya. Adicionalmente es tertuliano del programa Hora 25, de la Cadena SER.
El 2 de junio de 2014 publicó en El Confidencial la abdicación del rey Juan Carlos I de Borbón, rey de España entre 1975 y 2014, en favor de su hijo Felipe VI, siendo el primer periodista en dar la noticia.
En 2020 fue director editorial de El Desafío: ETA, una serie documental en ocho capítulos emitida por la plataforma Amazon Prime Video que reunió, además de testimonios de víctimas, periodistas, guardias civiles, jueces y personalidades internacionales, los de cuatro expresidentes del Gobierno (González, Aznar, Zapatero y Rajoy). Se considera la serie documental más importante realizada hasta el momento sobre la trayectoria de la banda terrorista ETA y la lucha de la Guardia Civil contra ella.
En 2022 presentó el informe sobre comunicación en tiempos de crisis "La nueva comunicación y marketing empresariales en tiempos de postpandemia, crisis económica y guerra’, durante la inauguración de la nueva sede de la agencia Proa Comunicación.

## Libros publicados
- País Vasco: crónicas de un analista político (Bilbao: El Correo Español-El Pueblo Vasco, 1989)[8]
- El presente discontinuo (Bilbao: Universidad de Deusto, 1992)
- Contra la secesión vasca (Barcelona: Planeta, 2005)
- La destitución. Historia de un periodismo imposible (Barcelona: Península, 2010)
- La sonrisa de Julia Roberts: Zapatero y su época (Barcelona: Chronica, 2011)
- Mañana será tarde (Barcelona: Planeta, 2015)
- Felipe VI, un rey en la adversidad (Barcelona: Planeta, 2021)

## Premios y galardones
- Premio de la Federación de Asociaciones de la Prensa de España (1997)[9]
- Premio Mariano de Cavia (2004)
- Legión de Honor, otorgada por el Gobierno francés (2004)[10]
- Premio Rodríguez Santamaría de la Asociación de la Prensa de Madrid (2012)
- Premio José Javier Uranga, concedido por el Diario de Navarra (2023).[11][9]